# ᴌ
Cette page contient des caractères spéciaux ou non latins. S’ils s’affichent mal (▯, ?, etc.), consultez la page d’aide Unicode.
ᴌ, appelé petite capitale L barré, est une lettre additionnelle de l’écriture latine qui est utilisée dans l’alphabet phonétique ouralien de Sovijärvi et Peltola.

## Utilisation
Dans l’alphabet phonétique ouralien de Sovijärvi et Peltola publié en 1970, ‹ ᴌ › représente une consonne spirante latérale alvéolaire semi-vélarisée dévoisée, notée [l̥ˠ] avec l’alphabet phonétique international, la lettre minuscule ‹ ł › représentant la consonne spirante alvéolaire voisée, [lˠ], et les petites majuscules indiquant un dévoisement.

## Représentations informatiques
La petite capitale L barré peut être représentée avec les caractères Unicode (Extensions phonétiques) suivants :
| formes    | représentations | chaînes de caractères | points de code | descriptions                                    |
| --------- | --------------- | --------------------- | -------------- | ----------------------------------------------- |
| minuscule | ᴌ               | ᴌ                     | U+1D0C         | lettre minuscule latine petite capitale l barré |